# Caraibi (miniserie televisiva)
Caraibi è una miniserie televisiva del 1999 diretta da Lamberto Bava, divisa in quattro puntate da un'ora e mezza l'una, e interpretata da Mario Adorf, Paolo Seganti, Nicholas Rogers e Anna Falchi.

## Trama
Milano, 1640. In piena Guerra dei trent'anni, i gemelli Albrizzi, Ippolito e Ferrante, sono gli eredi del proprio casato, innamorati entrambi della stessa donna, Livia Cornero, figlia del Conte Cornero, uomo di fiducia del Re di Spagna e acerrimo nemico della loro famiglia. Quando la faida tra le due famiglie finisce per portare alla morte del patriarca degli Albizzi e alla rovina del casato, Ippolito per errore finisce per sparare a Livia, apparentemente uccidendola. Di lì a breve, prima che i due fratelli possano battersi in duello, sopraggiungono le guardie inviate da Cornero che arrestano Ippolito, mentre Ferrante riesce a scappare.
Da quel momento in avanti, le loro vite si separano: Ippolito, sfuggito alla condanna a morte e ai lavori forzati, dopo essere stato arrestato dai francesi viene costretto a scegliere tra la forca e il diventare una spia, cambiando quindi il proprio nome in Alexandre Du Bois e mettendosi al servizio del Cardinale Richelieu. Ferrante invece, dopo una serie di peripezie, finisce nel Mar dei Caraibi, dove, con il nuovo nome di Malasorte, si unisce alla ciurma dello spietato e carismatico pirata Coda del Diavolo, di cui diventerà prima il Secondo e, successivamente, l'erede.